# 경주 황룡사지
황룡사(皇龍寺)는 대한민국 경상북도 경주시에 있었던 사찰이다. 동궁과 월지 북동쪽에 있으며, 근처에는 분황사가 있다.
경주시에서 가장 컸던 사찰로 알려져 있으나, 고려-몽골 전쟁의 여파로 현재는 절터만 남아 있다. 황룡사는 9층 목탑과 장륙삼존불상(丈六三尊佛像)과 더불어 신라 삼보(三寶)의 하나로 유명하였다. 신라의 사찰로 553년(진흥왕 14년) 기공이 시작 되어 569년에 담장까지 완공되었다고 여겨지나, 566년(진흥왕 27년) 일단 준공되었다가 645년(선덕여왕 14년)에 완성되었다는 설도 있다. 고려 고종 25년(1238년)에 몽골 제국의 침입으로 소실되었다. 현재 그 터인 황룡사지(皇龍寺址) 가 사적 제6호로 지정되어 있다.

## 황룡사
황룡사에 관한 기록은 《삼국사기》에서 어느 사찰보다도 월등히 많이 볼 수 있다. 우선 기록에 나타난바 각종 건축의 연혁을 보면 다음과 같다. 이에 따르면 진흥왕 창건 이래 선덕여왕대의 9층탑의 완성까지는 90년의 장시일이 경과되고 있다.
1. 진흥왕 14년(553) 창건
2. 진흥왕 27년(566) 일차 공사완성
3. 진흥왕 30년(569) 주위장우(周圍墻宇) 완성
4. 진흥왕 35년(574) 장륙삼존불상(丈六三尊佛像, 높이가 일장 육척이 되는 삼존불상) 조성
5. 진평왕 6년(584) 금당 조성
6. 선덕여왕 14년(645) 9층탑 조성
7. 경덕왕 13년(754) 종 조성(造成)

황룡사는 국가적 대찰로서 진평왕의 천사옥대(天賜玉帶)와 더불어 황룡사의 9층 목탑과 장륙삼존불상(丈六三尊佛像)은 신라의 3보로 숭앙을 받아왔다. 국가적인 행사나 우환이 있을 때는 황룡사에서 고승을 청하여 백고좌(百高座)를 설치하였고 왕이 친행예불한 장소로는 황룡사 이외의 곳에서 예불을 했다는 기록이 없다.
왕조가 바뀌어 고려조에 이르러서도 광종 5년(954)때에 벼락으로 목탑이 소멸하자 60여년이 지난 1012년 다시 재건을 시작하여 9년만에 완공했고 정종 2년(1035), 현종 1년(1095)에 보수공사 3년(1012)에 조유궁(朝遊宮)을 헐어서 9층탑을 수리하는 등 보호에 힘썼으나 고종 25년(1238) 몽고의 난으로 말미암아 회진되고 말았다.
남겨진 절터에 의하여 황룡사의 규모를 추정할 때, 경내는 약 2만평으로 추정되며 남에서부터 중문(中門), 탑, 금당, 강당(講堂)이 남북선상에 서고, 구당과 중문을 연결하여 동서로 회랑을 돌려 내정에 금당과 구당을 두는 일탑식(一塔式) 가람제도(伽藍制度)로서 황룡사지(皇龍寺址)는 그 절터 흔적이 가장 뚜렷하게 남아 있는 절터이다.
회랑으로 형성되는 내정(內庭)에는 금당 좌우와 중문 좌우에 각각 건물자리가 있고 탑의 기단 4면에는 계단을 설치하였으며, 1976년 이래 계속되고 있는 발굴 조사의 결과 전면 10간, 측면 4간의 큰 강당자리가 비로소 밝혀졌다.
주위에는 많은 부속건물이 있었으리라고 추측되며 발굴에 따라 속속 밝혀지고 있는데, 국가적 대찰에 부끄럽지 않는 대황룡사의 모습이 차차 드러나고 있다.
"철반이상(鐵盤已上)"이라는 표현을 보면 상륜(相輪)은 금속제이었을 것이다. 탑지 북쪽에는 금당지가 있어 정면 9간, 측면 4간의 대건물이었음을 알 수 있으며, 그 중앙에는 거대한 석조 불대좌(佛臺座) 3기가 있어 장륙삼존불상(丈六三尊佛像)이 이곳에 안치되었으리라고 생각된다. 또 솔거(率居)의 노송도도 이곳에 있었을 것이라 여겨진다.
그 북방에는 정면 10간, 측면 4간의 대구당이 있었으니 지금도 2 · 3개를 제외하고는 초석이 원형대로 남아 있고, 바닥에는 부전(敷塼)이 중앙에서 동으로 치우쳐서 석조가 남아 있다. 또한 동서 양측에는 회랑지(廻廊址)가 있어 고신라기의 대찰의 면모를 여실히 보여주고 있다.

## 황룡사 9층 목탑

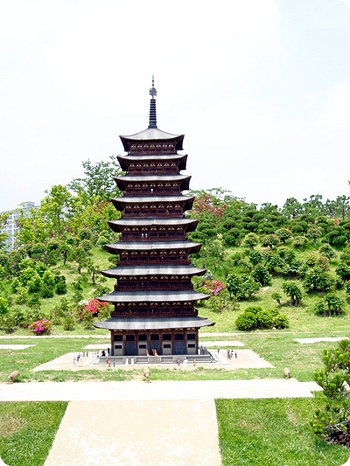
황룡사 9층 목탑 모형

황룡사 9층 목탑은 신라를 중심으로 삼국을 통일하고자 하는 그 시대의 간절한 소원이 표현으로 된 것이다.
신라 선덕여왕 때인 643년, 자장 율사가 당에서 귀국하여 황룡사에 탑을 세울 뜻을 선덕여왕에게 아뢰니 선덕여왕이 군신에게 의논하였는데, 신하들이 “백제에서 공장(工匠)을 청한 연후에야 바야흐로 가능할 것입니다”라고 하여 이에 보물과 비단을 가지고서 백제에게 청하였다. 공장 아비지가 명을 받고 와서 목재와 석재를 경영하였고 이간(伊干) 김용춘이 주관하여 소장(小匠) 200명을 이끌었다. 공장은 이에 마음을 고쳐먹고 그 탑을 완성하였다. 그런 만큼 이러한 소원과 포부가 이 탑에 반영되었다.
규모가 장대무비하였는데 9층까지 높이는 탑지(塔誌) 기록 당시의 당척(唐尺)으로 따진다 하더라도 약 53.45m, 상륜부(上輪部)까지 합하면 약 66.70m나 되는 거대한 것이고, 조영(造營) 당시의 척수인 동위척(東魏尺)으로 따진다면 80m 이상으로 그보다 더 높은 초대형 건축물이었다. 또한 황룡사 9층탑을 만들어낸 의지와 역량을, 삼국 가운데 가장 약소국이었던 신라가 한반도를 통일한 원동력 가운데 하나로 보는 시각도 있다.
그 후, 황룡사 9층 목탑은 고려 때 몽골의 침입으로 불타버렸고 현재는 탑의 초석(礎石)만이 남아 있다. 중앙의 심초석(心礎石)에서 1964년 12월에 도난당하였던 금동사리함(金銅舍利函)이 1972년 10월 28일 국립박물관에서 처음으로 공개된 적이 있다. 이 사리함의 3면에 걸쳐 탑의 조성 기록이 새겨져 있는데 신라 경문왕(景文王) 11년(871)에 탑을 중수하면서 탑의 조성과 중수 사연을 적은 것이다. 그 내용은 대체로 삼국유사의 기록과 유사하지만 당시의 확실한 명문(銘文)에 의하여 황룡사의 위관(偉觀)을 재확인할 수 있게 되었다. 이 목탑의 모습을 음각으로 디자인한 경주타워가 2007년에 완공되었고, 이 목탑의 모습을 본따서 만든 중도타워가 2016년에 완공되었다.

## 황룡사터
|                                          |                  |                       |
| 황룡사 9층목탑을 위시한 황룡사 터 개략도 | 황룡사 복원 전경 | 황룡사 9층목탑 복원도 |

## 사진

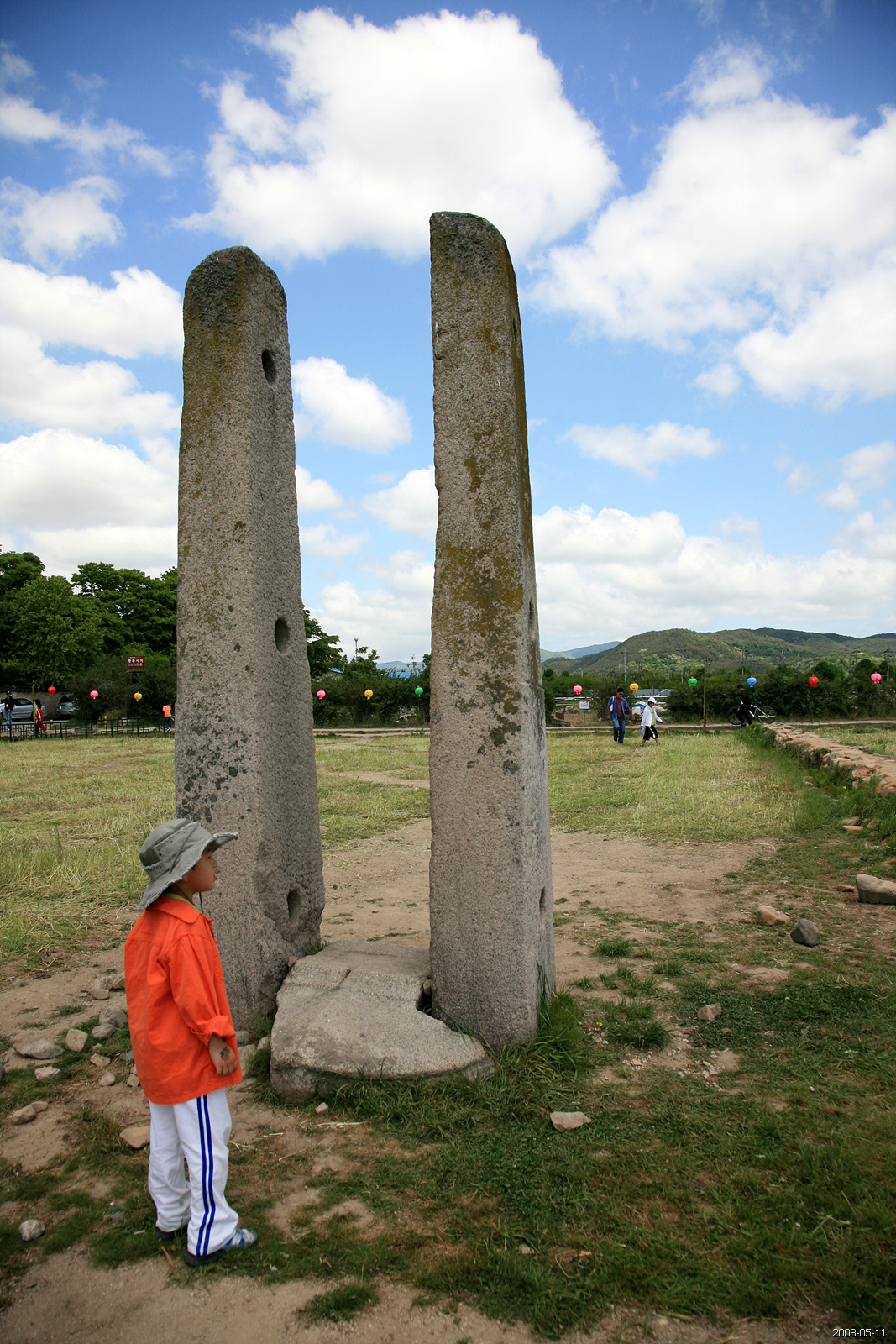
당간지주
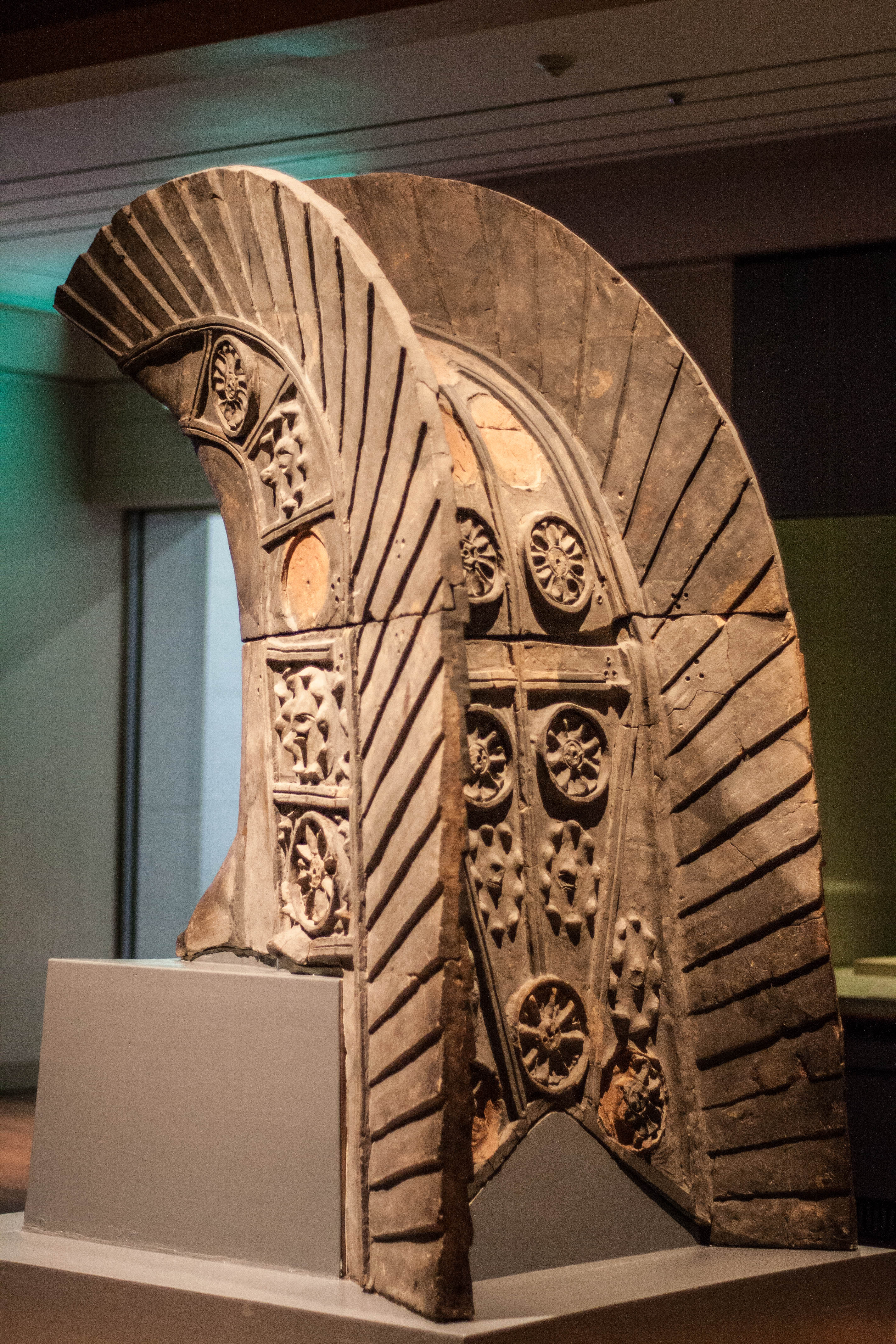
경주국립박물관 소재 망새(치미)
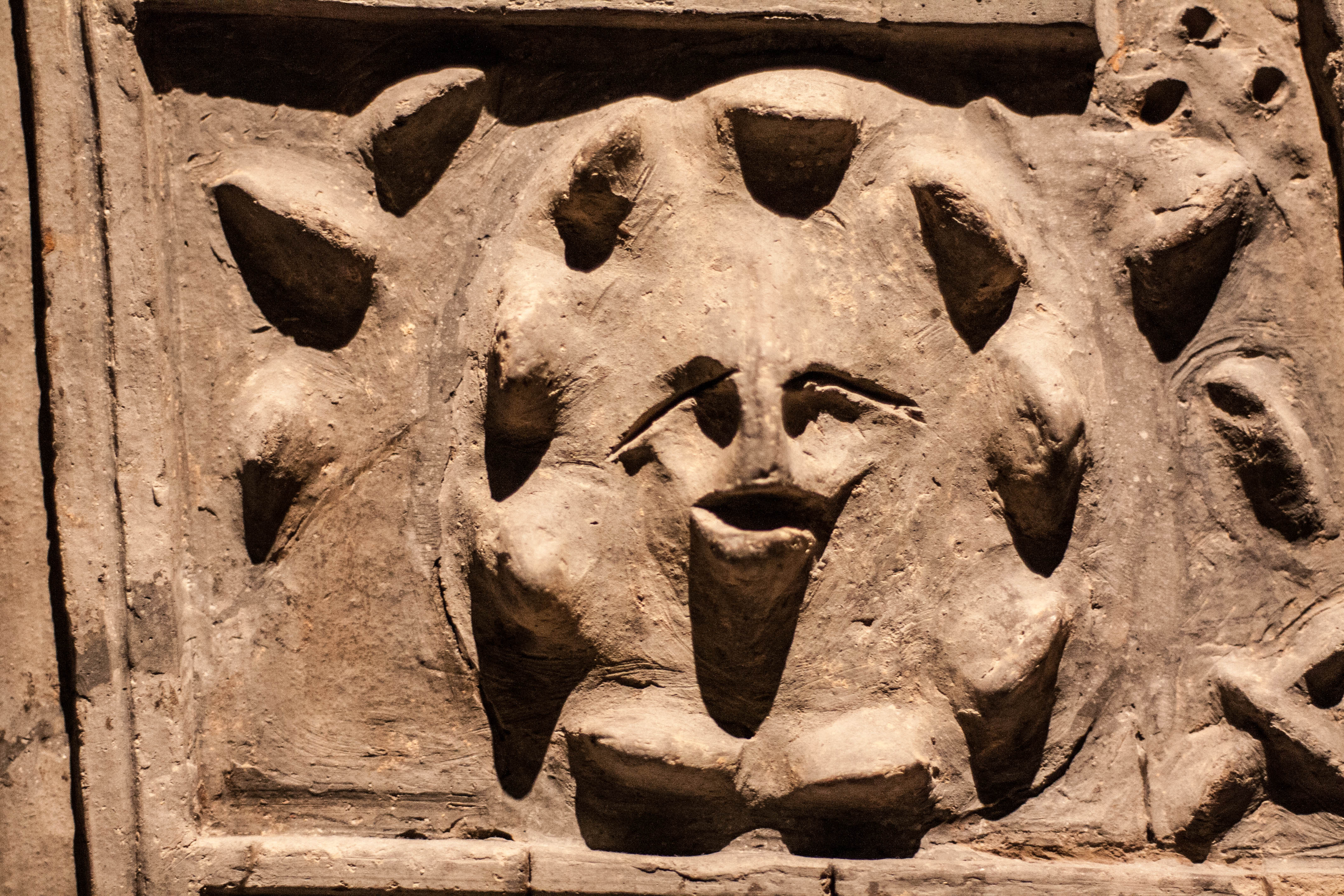
망새에 새겨진 얼굴 무늬
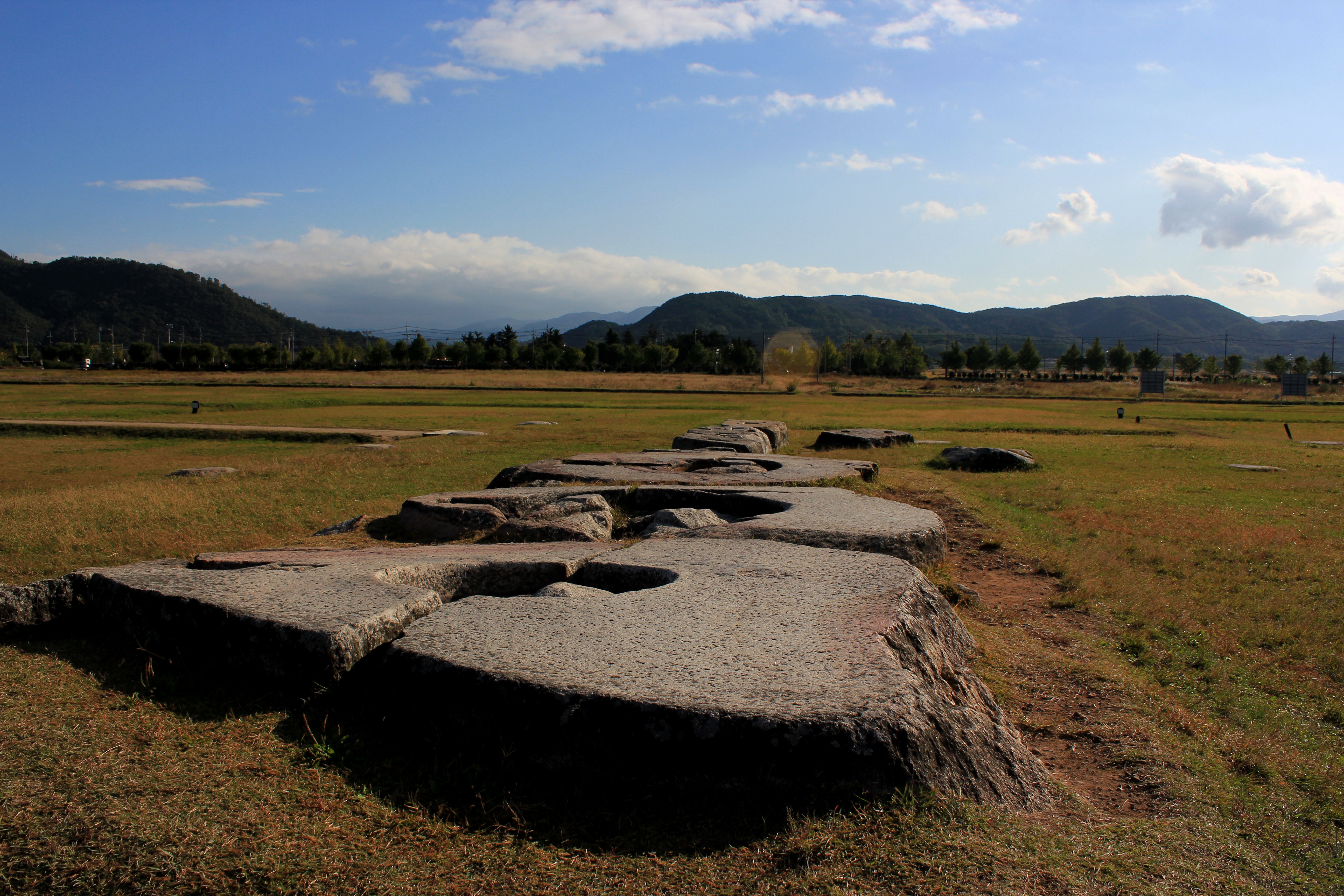
황룡사 장륙삼존불상의 불대좌
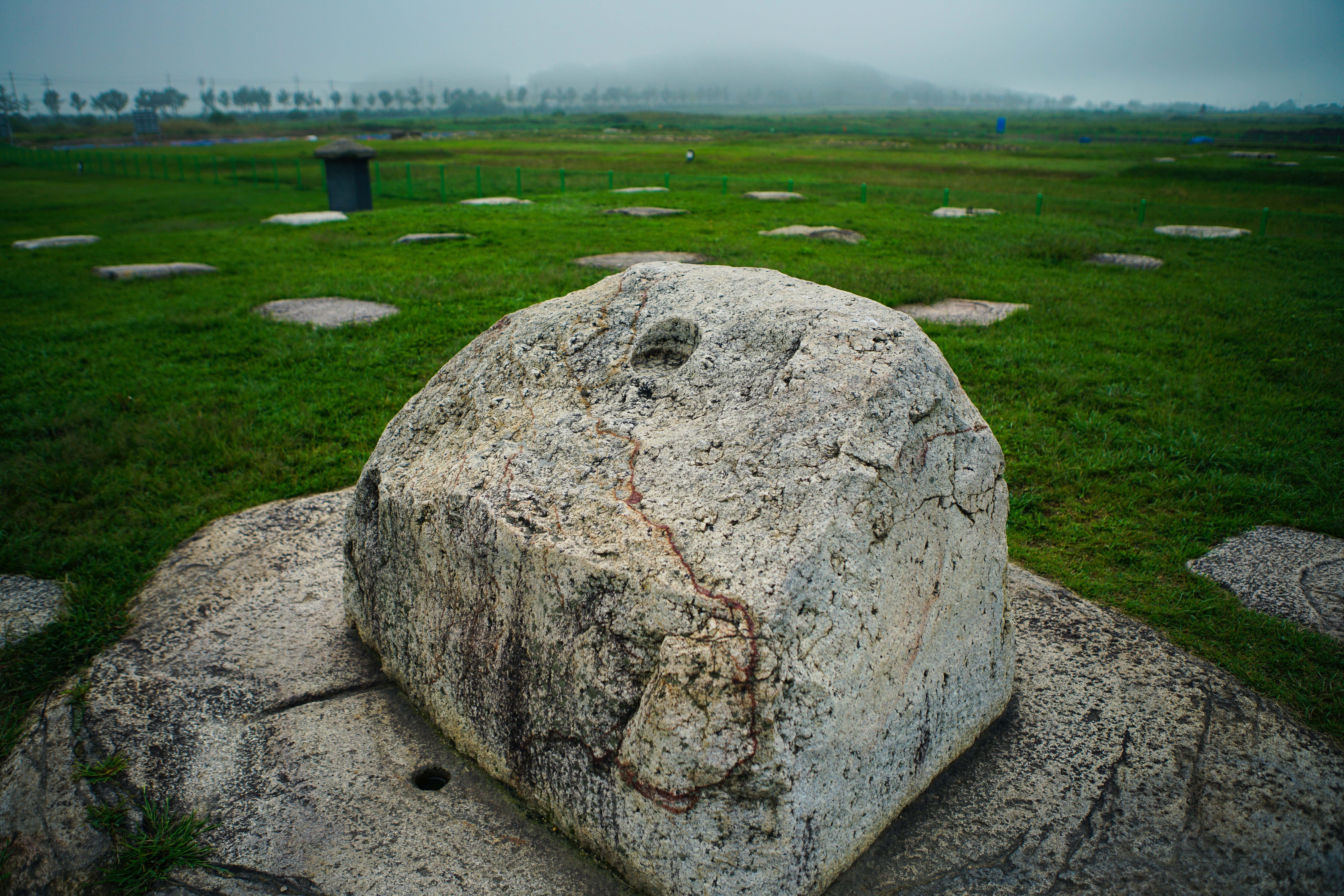

## 관련 작품
- 《비원의 탑》(2012, 학산문화사) - 전혜진 글, 최미애 그림으로 황룡사 9층 목탑의 건립을 소재로 하는 만화이다. 전3권.

## 같이 보기
- 대릉원
- 대왕암
- 감은사
- 경주 사천왕사지

## 참고 문헌
- 경주 황룡사지 - 국가유산청 국가유산포털
- 이 문서에는 다음커뮤니케이션(현 카카오)에서 GFDL 또는 CC-SA 라이선스로 배포한 글로벌 세계대백과사전의 내용을 기초로 작성된 글이 포함되어 있습니다.